# Улица Чехова (Таганрог)
Улица Че́хова — улица в городе Таганроге (Ростовская область).
Является одной из самых протяжённых улиц города. Названа в честь Антона Павловича Чехова — великого русского писателя, уроженца Таганрога.

## География
Улица берёт начало от слияния улиц Шевченко и Греческой рядом с морским портом Таганрога. В своём начале улица проходит на северо-запад через исторический центр города между улицами Розы Люксембург и Александровской до Красной площади и Центрального рынка. Огибая их двумя рукавами, улица пересекается поочерёдно с переулками Комсомольским и Гоголевским. При пересечении с Транспортной улицей улица Чехова поворачивает на запад, пересекается с рядом улиц, таких как: улицы Калинина, Ждановской, Ломоносова, Фадеева и др., и имеет окончание в новом микрорайоне Таганрога Простоквашино.
Протяжённость улицы — 7850 м.
Нумерация домов начинается от улицы Шевченко.

## Названия улицы
Прежние названия улицы в хронологическом порядке — 5-я Продольная, Купеческая, Полицейская, Александровская. Александровской улица называлась в честь императора Александра I с 1862 по 1904 год. Именем писателя улица была названа в 1904 году, в год смерти Антона Павловича Чехова.

## На улице расположены

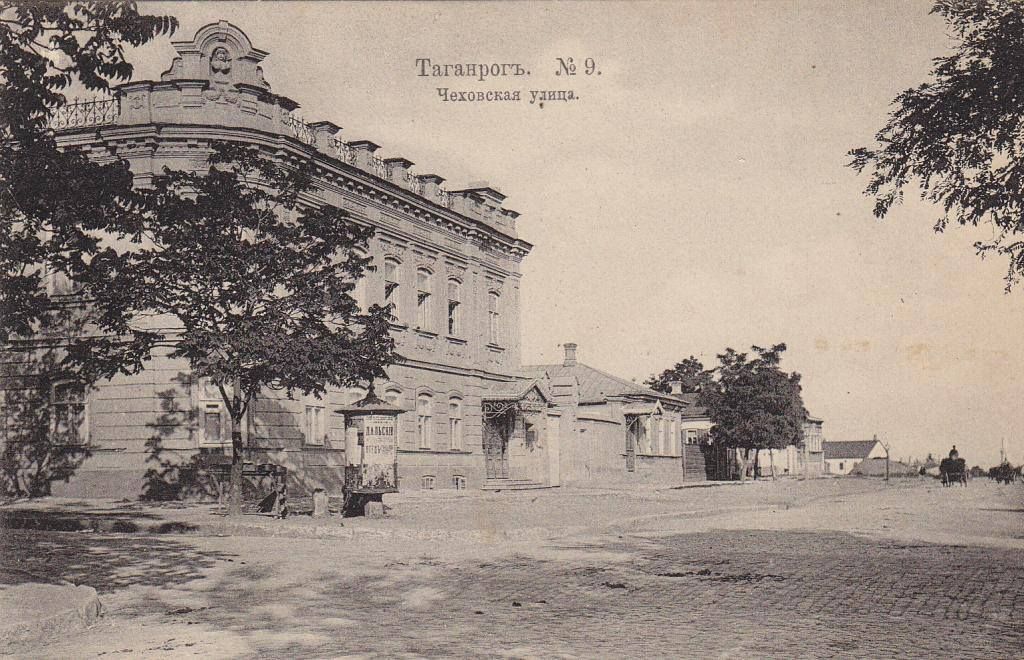
Таганрог, Чеховская улица, фото до 1917 года

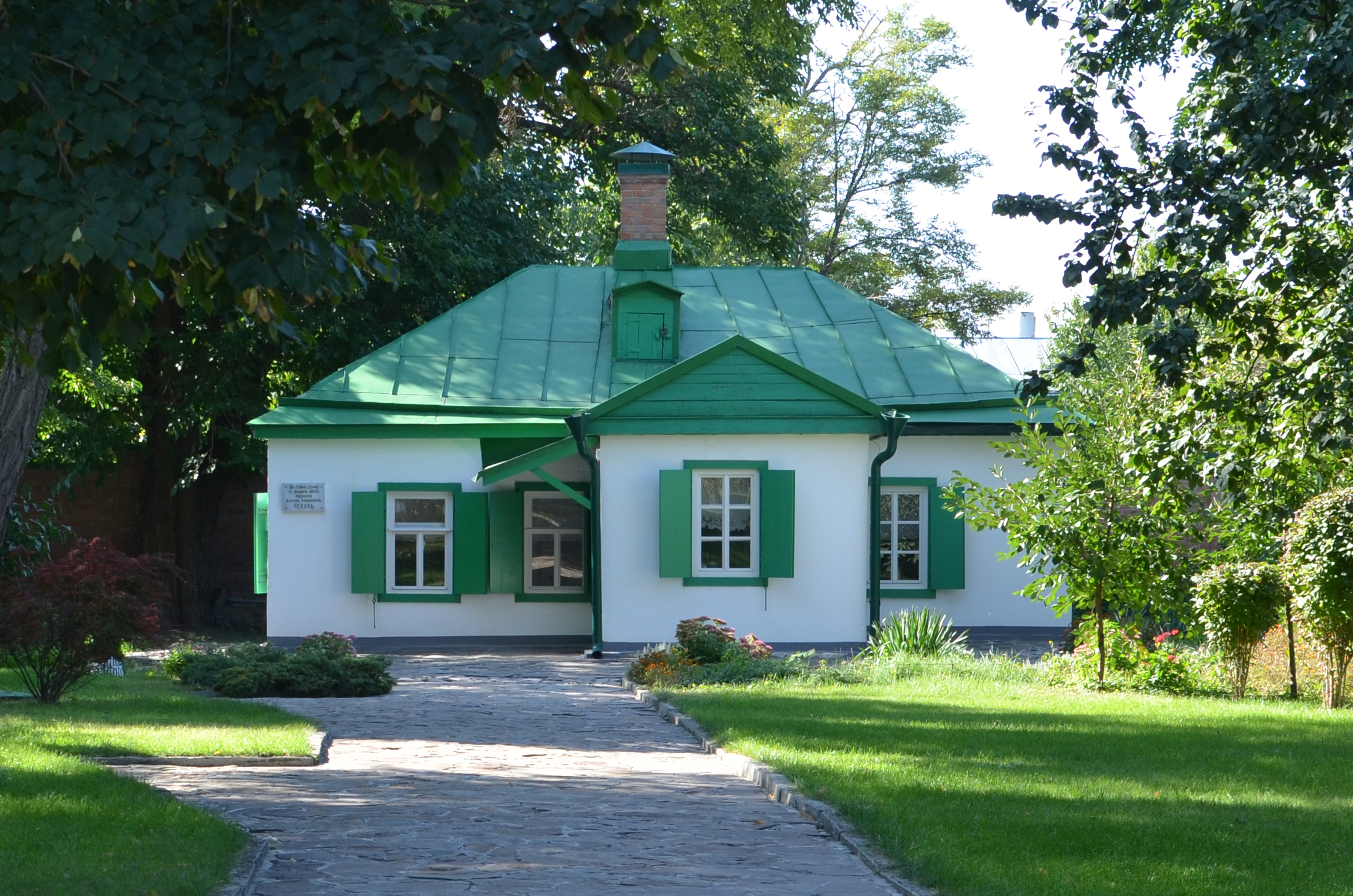
Музей «Домик А. П. Чехова»

#### Достопримечательности
- Галерея «Piter» — улица Чехова, 2.
- Политехнический музей ТТИ ЮФУ — улица Чехова, 22 «Б».
- Дом Симоновича — улица Чехова, 30.
- Музей «Домик А. П. Чехова» — улица Чехова, 69.
- Бюст А. П. Чехова — улица Чехова, 69.
- Бюст В. М. Петлякова — улица Чехова, 75.
- Дом Сиротиных — улица Чехова, 82.
- Музей И. Д. Василенко — улица Чехова, 88.
- Бюст Антона Глушко — улица Чехова, 105 (на пересечении с переулком А. Глушко).
- Особняк Грекова — улица Чехова, 121.
- Александровские торговые ряды — улица Чехова, 98, Красная площадь.
- Памятник А. П. Чехову — Красная площадь.
- Памятный знак бывшим узникам фашистских лагерей — Красная площадь.
- Архиерейский дом — улица Чехова, 129.
- Свято-Троицкий храм — улица Чехова, 344/1.

#### Иные здания и сооружения
- Корпус «А» ТТИ ЮФУ — ул. Чехова, 22.
- Стройплощадка рухнувшего в 2012 году жилого дома — ул. Чехова, 57.
- Пригородный автовокзал — ул. Чехова, 126 «А».
- Центральный рынок — на пересечении с Гоголевским переулком.
- Продовольственный рынок «Русское поле» — микрорайон «Русское поле», ул. Чехова, 320.
- Рынок «Простоквашино» — микрорайон «Простоквашино», ул. Чехова, 351.